# Лукьяновка (Николаевский район)
Лукьяновка (укр. Лук'янівка) — село в Николаевском районе Николаевской области Украины.
Население по переписи 2001 года составляло 40 человек. Почтовый индекс — 57140. Телефонный код — 512.
Родина П. С. Ходченко (1880—1967) — украинского советского писателя, члена Союза писателей СССР.

## Местный совет
57140, Николаевская обл., Николаевский р-н, с. Нечаянное, ул. Одесская, 17; тел. 33-40-35